# Shannonomyia abortiva
Shannonomyia abortiva är en tvåvingeart som beskrevs av Alexander 1967. Shannonomyia abortiva ingår i släktet Shannonomyia och familjen småharkrankar. Inga underarter finns listade i Catalogue of Life.